# Внешняя политика КНДР
Внешняя политика Корейской Народно-Демократической Республики основывается на идеях «независимости, мира и солидарности», как это указано в статье № 17 Конституции КНДР. Кроме того, «государство будет устанавливать дипломатические, а также политические, экономические и культурные отношения со всеми дружественными странами на принципах полного равенства, независимости, взаимоуважения, взаимовыгоды и невмешательства во внутренние дела другого государства».
Вся внешняя политика КНДР находится под управлением Трудовой партии Кореи. В частности, Ким Чен Ын решает основные вопросы внешней политики. С другой стороны, существует также процесс принятия решений, основывающийся на обратно сказанном. Некоторые из элиты партии, кабинета или армии решают вопросы внешней политики и получают уже ратифицированными  премьер-министром и министром иностранных дел до того, как эти решения поступят на стол самому Ким Чен Ыну. Правительство КНДР разделило внешнюю политику на три части: правительственная дипломатия, многопартийная дипломатия и неправительственная дипломатия. Каждая находится под контролем разных правительственных организаций. В заключение, внешнеполитические решения делаются на основе решений различных государственных органов.
Правительство КНДР проводит усиленную изоляционистскую политику с момента перемирия в Корейской войне. Всегда, начиная с подписания мирного договора по Корейской войне с командой Объединённых наций, КНДР поддерживала дипломатические отношения с КНР, СССР, а теперь с Россией, Пакистаном и ограниченные отношения с другими странами. КНДР не признаётся некоторыми странами мира: Республикой Корея, Японией и Ботсваной.
Правительство КНДР с момента своего провозглашения в 1948 году и до 2024 года заявляло, что демаркационная линия с Югом является только временной административной линией, но не постоянной границей. В итоге, обе Кореи не признавали друг друга как независимые государства, однако в конце 2023 — начале 2024 года КНДР отказалась продолжать политику мирного воссоединения, объявив Республику Корея враждебным государством, территория которой может быть включена только путём аннексии. Демилитаризованная зона простирается на 2000 м по обе стороны от демаркационной линии.

## Краткий обзор
Увеличение влияния стран Третьего мира на международной политической арене и период Советско-американской разрядки создали благоприятные возможности для стран обоих блоков: КНДР объявила 1972 год «Годом дипломатии». КНДР использовала две стратегии: первая — это налаживание связей с африканскими странами, где Китай уже установил своё экономическое и дипломатическое влияние, а вторая — КНДР установила дипломатические отношения с капиталистическими странами в попытке улучшить свою экономику. В отличие от Китая, который устанавливает новые связи через широкий политический спектр, КНДР концентрирует свои дипломатические усилия в Европе и только с теми странами, где сильны коммунистические и социалистические партии, такие как в Финляндии, Германии, Швеции и Дании. Как результат, КНДР установила дипломатические отношения с 66 странами за одно десятилетие.
КНДР имеет плохие отношения с западноориентированными соседями. В период с 1977 по 1983 годы произошёл целый ряд похищений японских, южнокорейских и тайваньских граждан. Хотя многие проблемы были частично решены, тем не менее, у КНДР с тремя этими странами остаются очень натянутые отношения. Кроме того, США обвиняет КНДР в подделке 100-долларовых купюр. Южная Корея, начиная с 1998 по 2009 годы, проводила в отношении КНДР политику «Солнечного света», которая подчёркивала путь воссоединения Кореи.
С конца 1980-х годов ядерная программа КНДР стала острой проблемой в международных делах. После того, как США обвинили КНДР в проведении ядерной программы, которое нарушало договор «Agreed Framework» от 1994 года, КНДР, как утверждают, признала существование деятельности по обогащению урана во время приватной встречи с американскими военными представителями. Позже, 10 января 2003 года, КНДР отказалась от договора о нераспространении ядерного оружия. После настойчивых двухсторонних переговоров с США, КНДР согласилась на шестисторонние переговоры с США, Республикой Корея, КНР, Россией и Японией в августе 2003 года. Переговоры продолжались два года, пока не было достигнуто соглашения 19 сентября 2005 года, которое снова оказалось под вопросом из-за проведённых ядерных испытаний в октябре 2006 года. Впоследствии было достигнуто такое же соглашение 13 февраля 2007 года, которое включает нормализацию дипломатических отношения КНДР с США и Японией на условиях, при которых КНДР приостановит работу своего Ядерного научно-исследовательского центра в Йонбёне.

## История
После 1945 года Советский Союз предоставлял КНДР экономическую и военную помощь. Советская помощь находилась на высоком уровне и не прекращалась во время Корейской войны. СССР оказал посильную помощь в восстановлении экономики КНДР. Кроме того, китайские добровольцы участвовали в Корейской войне, чьё присутствие сохранялось до 1958 года, давшее, таким образом, КНР в какой-то степени влиять на КНДР. В 1961 году КНДР заключила договор о взаимной безопасности с КНР и СССР, который существует и по сей день. Во времена Холодной войны КНДР придерживалась политики равноудалённости между СССР и КНР, принимая помощь от обеих стран, но избегая при этом явного предпочтения к какой-либо из них.
В 1970-х годах во внешней политике КНДР проводила дипломатическую стратегию в двух направлениях: в первом случае КНДР продолжала укреплять связи со странами третьего мира, в которых КНР уже установило своё экономическое и дипломатическое влияние, особенно в африканских странах; во втором случае КНДР устанавливала дипломатические отношения с некоторыми европейскими странами, для того, чтобы развивать свою экономику и расширять внешние связи. В отличие от КНР, которая устанавливала новые связи через широкий политический спектр, КНДР концентрировала свои дипломатические усилия на европейские страны, в которых были сильные позиции левых партий, например, в таких как Португалия и Дания, а также на нейтральные страны, такие, как Австрия и Швейцария.
Результатом дипломатической деятельности КНДР, в течение 10 лет, стало установление отношений с 63 странами мира. Однако в конце 1970-х годов у КНДР сложились напряжённые отношения с некоторыми странами: в 1976—1977 годах северокорейские дипломаты были обвинены в контрабанде наркотиков в далёкие от КНДР страны, такие, как Норвегия, Венесуэла и Индия.

## Территориальные споры
- Граница с Китайской Народной Республикой содержит не определённый 33-километровый участок границы от горы Пэктусан (Байтоушань)[6] и спорный участок от горы Пэктусан (Байтоушань) до устья реки Ялуцзян[7].
- КНДР официально не признает Северную разграничительную линию, которая служит де-факто границей на море между двумя Кореями.

## Двусторонние отношения

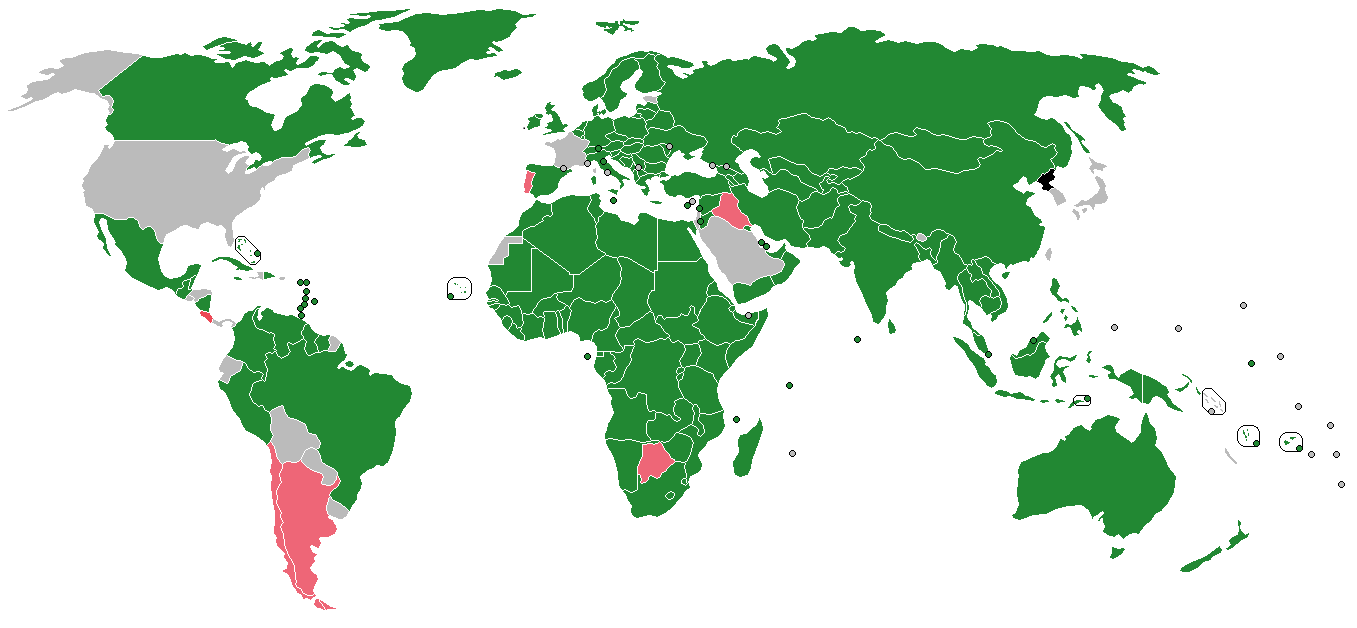
Установленые дипломатические отношения
Дипломатические отношения были разорваныДанные актуальны на 2021 год

Дипломатические миссии КНДР действуют на территории 43 стран. Число государств, с которыми установлены дипломатические отношения, по факту больше, так как некоторые корейские посольства обслуживают несколько государств. Так, посольство КНДР в Москве является посольством в РФ, Белоруссии и Украине (хотя в Минске действует также торгово-экономическое представительство КНДР). Посол в Швеции является одновременно послом в Латвии.
КНДР не имеет двусторонних отношений с США, однако интересы американских граждан в Пхеньяне представляет посольство Королевства Швеции, а КНДР при необходимости общается с США через своё представительство при ООН в Нью-Йорке.
Самым молодым государством, признавшим КНДР, стал Южный Судан в 2011 году.

### Россия
Российско-северокорейские отношения определены стратегическими интересами России в Корее, цель которых является сохранение мира и стабильности на Корейском полуострове. Официальная позиция России в урегулировании вопросов ракетно-ядерной программы КНДР твёрдо стоит на том, чтобы данная проблема была решена мирным дипломатическим путём, посредством переговоров.

### Украина
13 июля 2022 года Украина объявила о разрыве дипломатических отношений с КНДР из-за признания ею независимости подконтрольных России ДНР и ЛНР.

## Международные организации
КНДР является членом Организации Объединенных Наций с 1991 года.